# Ironing Board Sam
Ironing Board Sam (eigentlich Sammie Moore; * 17. Juli 1939 in Rock Hill, South Carolina) ist ein US-amerikanischer Blues-Sänger, Keyboarder, Songschreiber und Entertainer. Neben seiner musikalischen Tätigkeit ist Moore als Erfinder aktiv; eine seiner Erfindungen ist das „Button Keyboard“, das wie eine Gitarre, eine Orgel oder ein Klavier klingen kann.
Nachdem seine frühe Heirat bekannt geworden war, musste Moore das College verlassen. Er schlug sich als Musiker in Florida durch. 1959 zog er nach Memphis. Bei seinen Auftritten in selbstgeschneiderten Kostümen stellte er sein Keyboard auf ein Bügelbrett (Ironing Board), daher sein ironischer Künstlername.
In den 1960ern versuchte Moore vergeblich, einen Plattenvertrag zu bekommen. Er lebte nacheinander in Chicago, Waterloo (Iowa), Los Angeles, wieder in Memphis und schließlich in New Orleans, wo er als das achte Weltwunder (The Eighth Wonder of the World) auftrat.
Ironing Board Sam entwickelte skurrile Konzepte der Eigenwerbung. 1978 plante er einen Auftritt in einem Heißluftballon; das Vorhaben scheiterte am stürmischen Wetter. 1979 spielte er beim New Orleans Jazz & Heritage Festival in einem gefüllten Wassertank. 1982 trat er als menschliche Jukebox (The Human Jukebox) auf, die nur nach Geldeinwurf Musik spielte. In den späten 1980ern wurde er von "Little George" begleitet, einem kleinen Spielzeugaffen, den er so modifiziert hatte, dass er synchron zur Drum Machine trommelte.
Anfang der 1990er war Ironing Board Sam in Europa auf Tour. 1995 erschien sein vielbeachtetes Debütalbum The Human Touch.
Sein Album Ironing Boarding Sam and The Sticks (Music Maker - MMCD164; 2014) entstand in der Besetzung Simon Arcache (g), Raphael Evrard (b) und Michael Fowler (dr).

## Belege
1. ↑  https://www.mdrecords.co.uk/product/ironing-board-sam-original-funky-bell-bottom-googa-mooga/
2. ↑   Rezension von Jim DeKoster zu Ironing Boarding Sam and The Sticks (Memento vom 16. Dezember 2014 im Internet Archive) für Living Blues im Dezember 2014

| Personendaten    | Personendaten                                                             |
| ---------------- | ------------------------------------------------------------------------- |
| NAME             | Ironing Board Sam                                                         |
| ALTERNATIVNAMEN  | Moore, Sammie (wirklicher Name)                                           |
| KURZBESCHREIBUNG | US-amerikanischer Blues-Sänger, Keyboarder, Songschreiber und Entertainer |
| GEBURTSDATUM     | 17. Juli 1939                                                             |
| GEBURTSORT       | Rock Hill, South Carolina                                                 |